# Amy Huberman

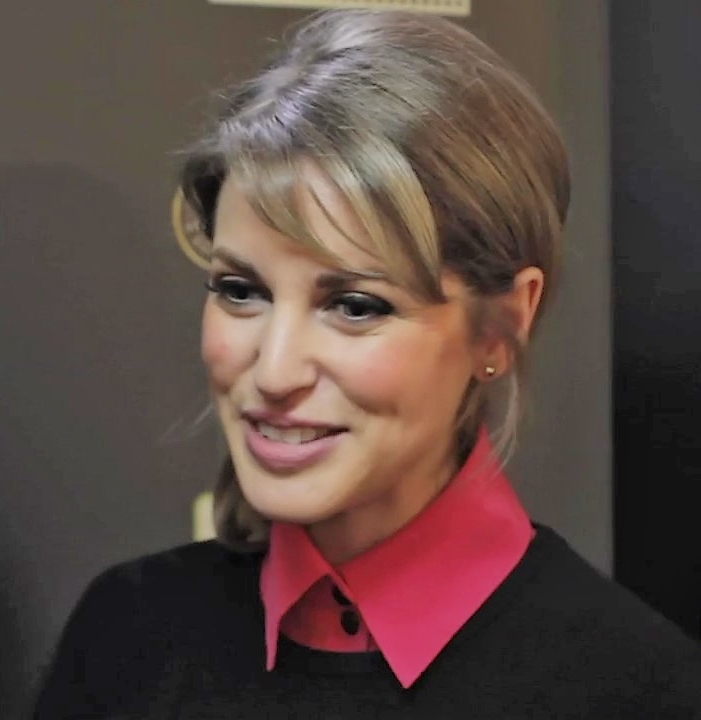
Amy Huberman

Amy Huberman (* März 1979 in Dublin) ist eine irische Schauspielerin und Schriftstellerin.

## Leben
Huberman wuchs in Cabinteely auf. Sie hat einen jüngeren und einen älteren Bruder. Ihr Bruder Mark Huberman ist ebenfalls Schauspieler.
Nach dem Besuch des Loreto College in Foxrock studierte sie am University College Dublin (UCD), wo sie an der UCD DramSoc Chris O’Dowd kennenlernte.
2001 erhielt sie ihre erste Rolle in der RTÉ-Fernsehserie On Home Ground. Ab 2003 übernahm sie in der Fernsehserie The Clinic die Rolle der Rezeptionistin Daisy O'Callaghan, die sie bis zum Jahr 2009 in mehr als 60 Folgen spielte. Später folgten zahlreiche weitere Rollen in Fernsehproduktionen und Filmen.
Neben der Schauspielerei begann Huberman auch mit dem Schreiben. Ihr erster Roman Hello Heartbreak erschien 2009 und entwickelte sich schnell zum Bestseller. Der zweite Roman I Wished For You folgte 2013.
Huberman ist seit dem Jahr 2007 mit dem irischen Rugby-Nationalspieler Brian O’Driscoll liiert. Das Paar heiratete im Jahr 2010. Im Februar 2013 kam ihr erstes Kind, eine Tochter, zur Welt.

## Filmografie (Auswahl)
- 2001–2002: On Home Ground (Fernsehserie, 10 Episoden)
- 2002: Bad Karma
- 2003–2009: The Clinic (Fernsehserie, 62 Episoden)
- 2005: Showbands (Fernsehfilm)
- 2006: Dream Team 80's (Miniserie)
- 2006: Showbands II (Fernsehfilm)
- 2007: Shattered
- 2008: Satellites & Meteorites
- 2008: A Film with Me in It
- 2009: Legend of the Bog
- 2010: Rewind
- 2010: Your Bad Self (Fernsehserie, 6 Episoden)
- 2010: Three Wise Women (Fernsehfilm)
- 2011: Am Ende eines viel zu kurzen Tages (Death of a Superhero)
- 2011: Stella Days
- 2011–2012: Threesome (Fernsehserie, 14 Episoden)
- 2012: Chasing Leprechauns (Fernsehfilm)
- 2012: Immaturity for Charity (Fernsehfilm)
- 2013: The Bachelor Weekend
- 2015: Gespensterjäger – Auf eisiger Spur
- 2015: Silent Witness (Fernsehserie, 2 Episoden)
- 2016: Handsome Devil
- 2018: Butterfly – Alle meine Farben (Butterfly)
- 2018–2020: Finding Joy (Fernsehserie, 12 Episoden)
- 2019: Flack (Fernsehserie, Episode 1x03)
- 2022: Derry Girls (Fernsehserie, Episode 3x03)
- 2023: Flora and Son
- seit 2022: Harry Wild – Mörderjagd in Dublin (Harry Wild, Fernsehserie)

## Werke
- Hello Heartbreak. Penguin, 2009, ISBN 978-1-84488-214-4
- I Wished For You. Penguin, 2013, ISBN 978-0-14-104914-4